# Walt Simonson
Walter Simonson, född 2 september 1946, amerikansk tecknare och författare som med sin karakteristiska stil lämnat sitt avtryck på serier inom superhjälte/science fiction/fantasygenrerna såsom "Metal Men", "Manhunter", "Thor", "Elric" och "New Gods".

## Bakgrund
Walt Simonson avbröt paleontologistudierna för att istället gå på konstskolan Rhode Island School of Design, där hans examensarbete var serien "Star Slammers". Serien imponerade på redaktören Carmine Infantino på DC Comics, som 1972 gav Simonson hans första jobb som tecknare på Detective Comics. Som frilansande författare/tecknare arbetade han kortare perioder på serier som "Metal Men", "Hercules Unbound" och "Manhunter" hos DC Comics samt "Conan", "Hulk", "Battlestar Galactica" och "Star Wars" för Marvel Comics.
Simonsons sejour på "Thor" (1983–87) cementerade hans status som en av de stora inom det episka berättandet, då han med sitt norska påbrå och intresse för nordisk mytologi gav serien en klart skandinavisk touch både tematiskt och designmässigt. För detta verk tilldelades han Haxtur-priset som bästa författare. 
Tillsammans med hustrun Louise Simonson gjorde han sedan "X-Factor" för Marvel innan han började arbeta för de mindre förlagen, bland annat "RoboCop" och "Alien" för Dark Horse Comics, "Star Slammers" för Malibu Comics och Dark Horse Comics, och "Cyberforce" och "Gen13" för Image Comics. 1999 inledde Simonson ett samarbete med fantasyförfattaren Michael Moorcock på "Elric" och närbesläktade titlar.